# Doug Ramsey (auteur)
Pour les articles homonymes, voir Doug Ramsey.
Doug Ramsey (né le 3 octobre 1934) est journaliste et critique de jazz.

## Biographie
Doug Ramsey travaille comme journaliste dans la presse écrite et à la radio à New York, New Orleans, San Francisco, Los Angeles, Seattle, Portland, San Antonio, Cleveland et Washington, D.C.
Il se fait connaître comme auteur des biographies Take Five: The Public and Private Lives of Paul Desmond et Jazz Matters: Reflections on the Music and Some of its Makers. Il écrit pour le magazine Downbeat et depuis 1975 pour Jazz Times.
Il est également co-éditeur de Texas Monthly pendant 25 ans (où il a notamment écrit sur la scène jazz texane) et a tenu une chronique jazz régulière dans le Dallas Morning News.
Il écrit également des articles et des critiques pour The Washington Post, The Seattle Times, The Los Angeles Times, The Oregonian et Congressional Quarterly, ainsi qu'un certain nombre de notes de pochette, par exemple pour des albums de Chet Baker, Art Blakey, Jaki Byard, Vince Guaraldi, Jim Hall, Morgana King, Anita O’Day, Oscar Peterson, Fats Waller, Cedar Walton ou Jessica Williams.
Avec Dale Shaps, il publie le livre Journalism Ethics: Why Change?, donne des cours en Allemagne et en Europe de l'Est sur le jazz et le rôle de la liberté de la presse dans la démocratie.
En tant que Senior Vice President de la FACS (Foundation for American Communications), il enseigne à des journalistes. Son roman Poodie James parait en 2007.
Il vit dans le nord-ouest des États-Unis. Ramsey a écrit régulièrement sur le jazz dans son blog Rifftides jusqu'en 2020.

## Distinctions
Ramsey a reçu deux fois le ASCAP Deems Taylor Award, pour son livre sur Desmond, Take Five, et pour un essai sur Bill Evans dans les notes de pochette de The Secret Sessions. Il a également reçu le Lifetime Achievement Award de la Jazz Journalists Association en 2008.

## Œuvres
- Journalism Ethics: Why Change?, edited by Doug Ramsey and Dale Ellen Shaps. Los Angeles Foundation for American Communications, 1986.
- Jazz Matters Reflections on the Music & Some of Its Makers (Préface : Gene Lees). Fayetteville: The University of Arkansas Press, 1989.  (ISBN 1-55728-060-6)
- Take Five: The Public and Private Lives of Paul Desmond. Foreword by Dave Brubeck and Iola Brubeck.Parkside Publications, Seattle, 2005.  (ISBN 0-9617266-7-9)
- Poodie James, Libros Libertad Publishing Ltd 2007.  (ISBN 0-9781865-6-7)